# خودتخریبی
خودتخریبی (انگلیسی: Self-destruct) که به خودویرانگری و خودنابودی نیز شناخته می‌شود وجود مکانیزمی در یک شی یا در یک سیستم است که می‌تواند با پیش‌آمدن مجموعه‌ای از شرایط از پیش تعریف شده، خود را از بین ببرد یا خود را از کار بیندازد.
سازوکارهای خودتخریبی معمولاً در دستگاه‌ها و سیستم‌هایی یافت می‌شوند که پیش‌آمدن نقص در آنها می‌تواند تعداد زیادی از افراد را به خطر بیندازد.

## کاربردها

### مین‌های زمینی
برخی از انواع مین‌های زمینی مدرن به گونه‌ای طراحی شده‌اند که خودتخریب شوند یا پس از چند هفته یا ماه خود را از نظر شیمیایی خنثی کنند تا احتمال تلفات خودی در طول درگیری یا تلفات غیرنظامی پس از پایان درگیری کاهش یابد. پروتکل اصلاح شده دوم به کنوانسیون برخی سلاح‌های متعارف (CCW)، اصلاح شده در سال ۱۹۹۶، مستلزم این است که مین‌های زمینی ضد نفر غیرفعال و خودتخریب شوند و استانداردهایی را برای هر دو تعیین می‌کند. مین‌های زمینی که در حال حاضر توسط ارتش ایالات متحده استفاده می‌شود، به گونه‌ای طراحی شده‌اند که پس از ۴ ساعت تا ۱۵ روز بسته به نوع، خود تخریب شوند. مین‌های زمینی دارای باتری هستند و هنگامی که باتری از بین می‌رود، مین زمینی خود تخریب می‌شود. سیستم خود تخریبی در بیش از ۶۷۰۰۰ مین آزمایش شد و در هیچ موردی در شرایط مختلف شکست نخورد. همهٔ مکانیسم‌های خود تخریبی کاملاً قابل اعتماد نیستند، اکثر مین‌هایی که در طول تاریخ گذاشته شده‌اند برای خود تخریبی مجهز نیستند. مین‌های زمینی را نیز می‌توان به گونه‌ای طراحی کرد که خود غیرفعال شوند، به عنوان مثال با اتمام شارژ باتری، اما غیرفعال‌سازی مکانیزمی متفاوت از خود تخریبی در نظر گرفته می‌شود.